# Live in Concert (Natalie Merchant)
Live in Concert è un album dal vivo della cantante statunitense Natalie Merchant, pubblicato il 9 novembre 1999.

## Tracce
Testi e musiche di Natalie Merchant, eccetto dove indicato.
1. Wonder – 5:36
2. San Andreas Fault – 5:01
3. Beloved Wife – 5:32
4. Space Oddity – 4:33 (David Bowie)
5. Carnival – 7:03
6. Dust Bowl – 5:12 (Natalie Merchant, Robert Buck)
7. After the Gold Rush – 3:46 (Neil Young)
8. Gun Shy – 5:28
9. The Gulf of Araby – 7:10 (Katell Keineg)
10. Ophelia – 5:24
11. These Are Days – 5:16

## Classifiche
| Classifiche (1999) | Posizione massima |
| ------------------ | ----------------- |
| Stati Uniti        | 82                |